# Étienne Bonnot de Condillac
 (avril 2012).
Pour les articles homonymes, voir Condillac.
Étienne Bonnot de Condillac, abbé de Mureau, est un philosophe, écrivain, académicien et économiste français, né le 30 septembre 1714,, à Grenoble (Dauphiné) et mort le 3 août 1780 à Lailly-en-Val (Orléanais).
Condillac est le chef d'une école philosophique française des lumières qui enseigne un empirisme radical, le sensualisme. Lecteur assidu de la philosophie anglo-saxonne et en particulier de Bacon et de Locke, son empirisme voit dans l'expérience non pas seulement la source matérielle des idées, mais aussi la méthode de la connaissance. Il a pour principaux disciples Helvétius, Volney, Cabanis.

## Biographie

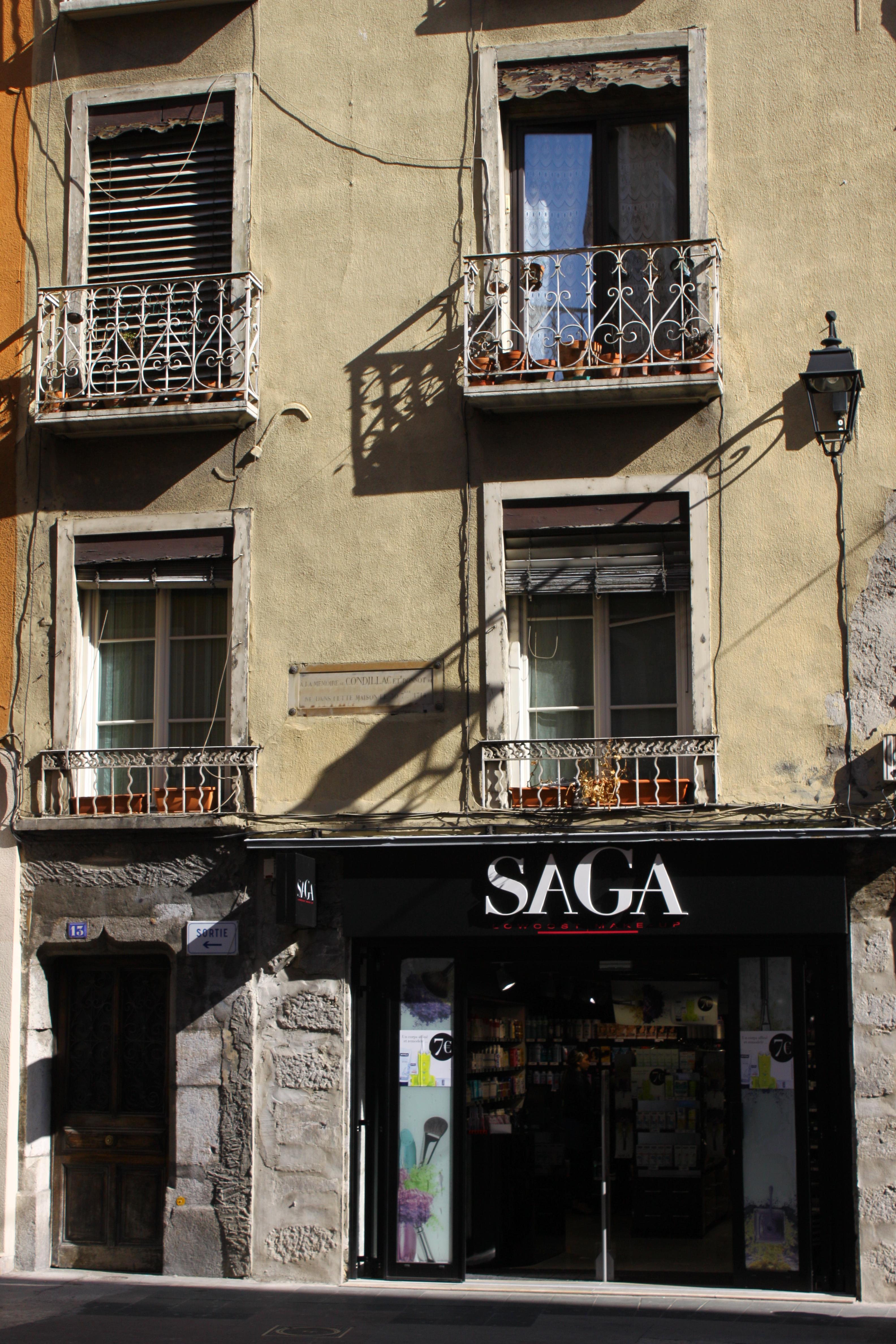
Immeuble où est né Étienne Bonnot de Condillac. Actuel 13 Grand-Rue à Grenoble

Né à Grenoble dans une famille de juristes récemment anoblie, Étienne Bonnot de Condillac est le frère cadet de Jean Bonnot de Mably, grand prévôt de Lyon, et de l'écrivain politique l’abbé de Mably.
Il est affligé d'une vue très basse et a une santé fragile, de sorte qu'il n'apprend à lire qu'à l'âge de douze ans.
Tout comme ses frères, il passe au cours de sa jeunesse beaucoup de temps dans la résidence secondaire de sa famille, le domaine des Ombrages de Vif, acheté par leur oncle en 1710.
Étienne Bonnot entre dans les ordres en 1733 et devient abbé de Mureau. Pour les deux frères philosophes, la fonction d’abbé n’était qu’un titre parmi les autres. Condillac passait pour n'avoir célébré la messe qu'une seule fois dans sa vie. Ayant renoncé au sacerdoce, Condillac se consacre à la réflexion et à la philosophie. Il mène en outre une vie mondaine.
Arrivé à Paris, il fréquente le salon de Madame de Tencin et rencontre Denis Diderot et Jean-Jacques Rousseau, avec lesquels il se lie d’amitié. Grâce à sa prudence et à sa retenue, les relations de Condillac avec les Philosophes des Lumières ne nuisent pas à sa carrière.

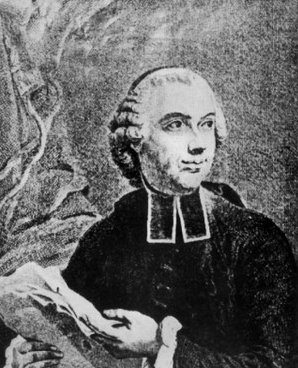
Gravure d'Étienne Bonnot de Condillac.

Il étudie les philosophes modernes, surtout John Locke. Il répand ses idées et pousse plus loin que son maître une philosophie empiriste propre à substituer à la métaphysique l'observation et l'étude des faits. Il publie ainsi, à partir de 1746, plusieurs ouvrages de philosophie qui se font remarquer par la nouveauté des idées et par la clarté du style, et attirent l’attention sur sa doctrine, le sensualisme. En 1749, il est élu à l’Académie de Berlin.
En 1757, il est envoyé à Parme pendant neuf ans pour éduquer l’infant don Ferdinand, alors âgé de 7 ans. En 1768, il quitte l'Italie, après avoir consciencieusement rempli sa tâche, revient se fixer en France, mais se retire de la vie mondaine, refusant d’éduquer les trois fils du dauphin Louis.
Il est néanmoins admis à l’Académie française en 1768, et reçoit en 1777 du gouvernement de Pologne la mission de rédiger une Logique classique pour la jeunesse du pays.
Il termine sa vie au lieu-dit de Flux, dans une petite propriété qu’il avait achetée près de Lailly-en-Val dans l'ancienne province de l'Orléanais, où il meurt le 3 août 1780.

## Son œuvre
(avril 2011).

### Analyse

#### Les débuts
Bien que la postérité ne l’ait pas hissé au même rang que d’autres penseurs des Lumières, Étienne Bonnot de Condillac s’affirme comme l’un des psychologues les plus pénétrants de son siècle. Avec Voltaire, il représente l'un des principaux introducteurs en France des principes du philosophe anglais John Locke, qu’il développe de façon systématique.
Le style de Condillac est limpide, d’une clarté logique extrême qui peut verser dans la sécheresse. Son analyse de l’esprit humain se fonde entièrement sur l’élaboration progressive des sensations, sans jamais faire appel à un principe spirituel, bien qu’il ait toujours affirmé son orthodoxie religieuse. Condillac est reconnu comme étant le chef de l’école sensualiste et affirme que notre seule source de connaissance est la sensation, d’où dérive normalement et par transformation simple la réflexion, le raisonnement, l’attention et le jugement. Pour prouver ses assertions, ils se base sur l’exemple de l’Homme statue, qui éprouve successivement les sensations.
Son premier ouvrage, l’Essai sur l’origine des connaissances humaines, reste très proche des écrits de son maître anglais. Il accepte avec quelques hésitations l’idée de Locke selon laquelle notre connaissance aurait deux sources, la sensation et la réflexion. Le rôle de cette dernière est de combiner les sensations élémentaires en idées. Il emprunte aussi à Locke le principe explicatif de l’association des idées.
Son ouvrage suivant, le Traité des systèmes, est une critique vigoureuse des théories philosophiques modernes fondées sur des principes abstraits ou des présupposés. Cette polémique, largement inspirée par l’esprit de Locke, est dirigée contre l’idéalisme cartésien, doctrine de René Descartes, la psychologie du philosophe français Nicolas Malebranche, le monadisme et l’harmonie préétablie du philosophe et savant allemand Gottfried Wilhelm Leibniz et par-dessus tout, contre la notion de substance établie dans la première partie de l’Éthique du philosophe néerlandais Baruch Spinoza.

#### LeTraité des sensations
Son principal ouvrage est le Traité des sensations, dans lequel il s’émancipe du patronage de Locke et aborde la psychologie de sa propre manière, formulant sa doctrine du sensualisme. Il raconte comment il a été amené à revoir les postulats de Locke : c’est la critique d'Elisabeth Ferrand (1700-1752) qui lui fit remettre en question la doctrine du philosophe anglais, selon laquelle les sens nous donnent une connaissance intuitive des objets. En effet, l’œil, par exemple, interprète naturellement la forme, la taille, la distance et la position d’un objet. Sa discussion avec cette femme l’a convaincu qu’il était nécessaire, pour élucider ce genre de problèmes, d’étudier chaque sens séparément, d’attribuer à chacun ce que nous lui devions, d’observer leur développement et la façon dont ils se complètent les uns les autres. Le résultat, selon lui, démontrerait que toutes les facultés et connaissances humaines ne sont que des sensations transformées à l’exclusion de tout autre principe, telle la réflexion.
Condillac imagine d’abord une statue de constitution humaine et animée d’une âme neuve, où aucune sensation ni perception n’a jamais pénétré. Il éveille ensuite progressivement les sens de cette statue, en commençant par l’odorat, le sens qui contribue le moins à la connaissance humaine. Toute la conscience de la statue se réduit alors aux odeurs singulières qu’elle éprouve. La perception par cette statue vivante de telle ou telle odeur s’accompagne nécessairement de plaisir ou de douleur, selon l’axiome lockien de la bipolarité de la conscience. La douleur et le plaisir deviennent ainsi le principe directeur qui va diriger toutes les opérations de son esprit. Après cette simple attention aux sensations naît la mémoire, qui n’est que l’impression persistante de l’expérience d’une odeur : « La mémoire n’est donc qu’une manière de sentir. » De la mémoire découle la comparaison : la statue expérimente l’odeur, par exemple, d’une rose, tout en se souvenant de celle d’un œillet, « car comparer n’est autre chose que donner en même-temps son attention à deux idées. » Or, « dès qu’il y a comparaison, il y a jugement. » La comparaison et le jugement deviennent habituels. Ils se développent grâce au tout-puissant principe de l’association des idées. De la comparaison d’expériences passées et présentes et du plaisir ou de la douleur qui leur est attaché, émerge le désir. C’est le désir qui oriente l’usage de nos facultés, qui stimule la mémoire et l’imagination, et qui déclenche les passions. Les passions, elles aussi, ne sont que des sensations transformées.
Ces indications résument le propos général de la première partie du Traité des sensations. Pour esquisser la suite de l’ouvrage, il suffit de citer les titres des principaux chapitres restants : « D’un homme borné au sens de l’ouïe », « De l’odorat et de l’ouïe réunis », « Du goût seul, et du goût joint à l’odorat et à l’ouïe », « D’un homme borné au sens de la vue », « De la vue avec l’odorat, l’ouïe et le goût ».
Dans la seconde partie du traité, Condillac ne donne d’abord que le sens du toucher à la statue, ce qui lui fait éprouver l’existence d’objets extérieurs. Dans une analyse très précise, il distingue les différents éléments que l’on rencontre lors de notre expérience tactile : le toucher de notre propre corps, le toucher d’objets extérieurs, l’expérience du mouvement, l’exploration manuelle d’une surface. Il décrit l’élargissement des perceptions des distances et des formes.
La troisième partie traite de la combinaison du toucher et des autres sens. La troisième partie est aussi l'objet de l'étude du chirurgien de Londres, Monsieur Cheselden. Ce chirurgien a opéré des aveugles-nés à qui il a abaissé les cataractes. L'étude même de Condillac porte sur le problème de Molyneux qui se demandait si un aveugle-né, à qui on aurait fait reconnaître une sphère d'un cube au toucher, ferait la différence une fois qu'il retrouve la vue.
La quatrième partie traite des désirs, activités et idées d’un homme isolé qui possède tous ses sens. Le traité s’achève par des observations à propos d’un « homme sauvage » qui vivait avec les ours dans une forêt de Lituanie.
La conclusion du traité, c’est que l’ordre naturel des choses prend sa source dans les sensations, que la façon dont les hommes ressentent les choses varie considérablement d’un individu à l’autre, et qu’un homme n’est que ce qu’il a acquis. Toutes les facultés ou idées innées sont rejetées.

#### Le langage
Comme ses prédécesseurs, Condillac n'échappe pas à la question de l'origine du langage. Comment lier ses idées sur les sensations et la question du langage qu'il dégage d'emblée d'une question théologique. Comme il avait imaginé une statue qui se construirait à partir des sensations et de leur accumulations, articulations, discriminations entre agréable et désagréable, il imagine une sorte de mythe des deux personnes seules qui seraient amenées à se parler. Notons qu'il postule qu'elles sont de sexes différents. D'abord, ils le feraient dans un langage d'action (gestes, cris, etc.), puis dans un deuxième temps, à un langage articulé. Ayant eu des enfants et ceux-ci développant dans leurs échanges avec leurs parents une dextérité particulière de la langue (au sens propre), le langage articulé se développe au détriment du langage d'action parce qu'il se révèle plus « économique ». Selon lui, le langage est donc d'invention purement humaine, les signes et des langues sont « d'institution », et non de nature. Il se pose ainsi en prédécesseur de la linguistique postsaussurienne qui veut que les liens entre les signes et leurs idées sont arbitraires. Les règles de fonctionnement du langage sont, selon lui, indépendantes de l'individu.

#### LeCours d’études
Les écrits de Condillac sur la politique et l’histoire, contenus pour la plupart dans son Cours d’étude offrent peu d’intérêt particulier. Ils témoignent de son attachement à la pensée anglaise. Ses écrits de logique sont moins reconnus que ceux de psychologie.
Il s’étend avec beaucoup de répétitions, mais peu d’exemples concrets, sur la suprématie de la méthode analytique ; il affirme que raisonner consiste à remplacer une proposition par une autre qui lui est identique. Il assimile la science à un langage bien construit. Il essaie de le prouver à propos en arithmétique avec sa Langue des calculs. Les mathématiques constituent son modèle épistémologique. Il ne s’intéresse pas encore aux sciences naturelles ni au raisonnement par induction, qui donnèrent de l’étoffe aux travaux de John Stuart Mill.
La psychologie de Condillac, traitant la personnalité comme un agrégat de sensations, dont le langage se détache pour devenir un fait d'institution, met de côté la question religieuse de l'origine théique du langage. Ses propos sur la religion sont par contre toujours en accord avec sa profession. Ce n’était pas un matérialiste, même si les philosophes matérialistes ont pu s’inspirer de son sensualisme. Condillac a toujours considéré l’âme comme dotée d’une réalité substantielle. Au début de son Essai sur l’origine des connaissances humaines, il tient d’ailleurs ces propos qui le rapprochent de l’idéalisme de George Berkeley : « [...] soit que nous nous élevions, pour parler métaphoriquement, jusques dans les cieux ; soit que nous descendions dans les abysmes ; nous ne sortons point de nous-mêmes ; et ce n’est jamais que notre propre pensée que nous apercevons. »

#### LeCommerce et le gouvernement considérés relativement l’un à l’autre
Condillac a écrit un traité d’économie magistral, Le Commerce et le gouvernement considérés relativement l’un à l’autre, où il passe en revue de nombreux aspects de l’économie, du commerce, de leurs équilibres, de leur dynamique, et de leur rapport avec la décision politique.
Précurseur de l’économie politique, il étudie les rapports entre politique et économie. Économiste libéral classique, il étudie la valeur et en énonce le caractère subjectif, défend la liberté économique et commerciale, notamment le libre échange, et dénonce les dangers inflationnistes des manipulations monétaires.
Alternant descriptions théoriques et illustration par l’histoire comparée de quatre royaumes imaginaires (méthode hypothético-déductive), Condillac explique dans ce traité, parmi de nombreux autres aspects de l’économie et de ses rapports à la politique, que :
- l’échange permet à chacune des deux parties d’obtenir une valeur plus grande de ce qu’il obtient que de ce qu’il cède ;
- les flambées de prix en cas de disette arrivent rarement dans les pays libres, mais plutôt dans les pays qui se barricadent derrière des barrières protectionnistes ;
- les impôts et les réglementations sont des fardeaux dont la multiplication affaiblissent l’économie ;
- les monopoles jaillissent souvent des contraintes réglementaires et qu’il est alors bien difficile de revenir à une situation concurrentielle saine.

#### Postérité
Disciple de John Locke, Condillac a inspiré en retour certains penseurs anglais. Dans des domaines liés aux associations d’idées, à la suprématie du plaisir et de la douleur, et dans l’explication générale de toute pensée comme une sensation ou une sensation transformée, on peut discerner son influence chez Alexander Bain et Herbert Spencer. Condillac a contribué de façon notable à la constitution de la psychologie en science.
En France, au début du XIXe siècle, le courant des Idéologues en a fait son précurseur.
Précurseur de l’économie politique, économiste libéral classique, Condillac a inspiré des générations d’économistes, notamment en France.
Aujourd'hui, un arrêt de tramway de l'agglomération grenobloise, sur le campus universitaire de l'Université de Grenoble, porte encore son nom.

## Œuvres
Parmi ses principaux ouvrages, on peut citer par ordre chronologique :
- 1746, Essai sur l’origine des connaissances humaines ;
- 1749, Traité des systèmes ;
- 1754, Traité des sensations ;
- 1755, Traité des animaux, une critique de l’Histoire naturelle de Buffon de 1749 ;
- 1775, Cours d’études, ouvrage composé de 13 volumes, écrits pour le jeune duc Ferdinand de Parme, petit-fils de Louis XV, renfermant Grammaire, Art d’écrire, Art de raisonner, Art de penser, Histoire. L’œuvre originale se trouve à l’Index librorum prohibitorum à Rome (Italie) ;
- 1776, Le Commerce et le gouvernement considérés relativement l’un à l’autre ;
- 1780, La Logique ou l’art de penser, commande du gouvernement de Pologne pour les écoles palatines ;
- 1798, La Langue des calculs, ouvrage posthume.

Ses œuvres complètes ont été publiées à
- Amsterdam, 1766, 20 volumes in-12 (Jombert Charles-Antoine Libraire du Roi pour l'Artillerie et le Génie)
- Paris, 1798 , 23 volumes in-8 (Imprimerie de Ch. Houel)
- Paris, 1803, 31 volumes in-12 (Dufart)

- Paris, 1821-1822, 16 volumes in-8 (par les soins d’Augustin Théry), avec une notice sur sa vie et ses ouvrages.

À noter l'édition pratique des Œuvres philosophiques en 3 volumes de Georges Le Roy, parue aux PUF entre 1947 et 1951.

## Portraits
- Anonyme, Portrait d'Etienne Bonnot de Condillac, huile sur toile. Coll. musée de Grenoble (inv. MG 350).